# 秋田兼幸
秋田 兼幸（あきた かずゆき）は、兵庫県神戸市出身のソングライター、音楽プロデューサー。エイベックス・マネジメント所属。

## 主な楽曲提供
- 宮脇詩音
  - 「きっとその場所に」（作曲）

- 浪川大輔
  - 「Dreamer」（作曲）

- 森永理科
  - 「ワイルド×ファンタジスタ」（作曲）

- AAA
  - 「I$M」（作曲）

- ChocoLe
  - 「STAR☆WISH」（leonnと共同で作詞・作曲）

- X21
  - 「恋する夏!」（作曲）

- SUPER☆GiRLS
  - 「Dear〜未来の地図〜」（作曲）

- FRESH ANGELS
  - 「Sweet Story」（作詞・作曲）
  - 「Final Lap」（作曲）

- FUNCTION6ch
  - 「BLACKOUT」（作曲）